# Población del Imperio bizantino
La población del Imperio bizantino abarcaba a todos los grupos étnicos y tribales que vivían ahí, como griegos bizantinos, jázaros, armenios, eslavos, godos, árabes, ilirios, tracios y otros grupos. Fluctuó a lo largo de la historia milenaria del estado. El reinado del emperador Justiniano I a mediados del siglo VI fue el punto culminante de la expansión del imperio; sin embargo, la llegada de la peste en 541 y sus subsecuentes recurrencias causaron un grave agotamiento de la población. Después del reinado del emperador Heraclio y la pérdida de los territorios de ultramar del imperio, Bizancio se limitó a los Balcanes y Anatolia. Cuando el imperio comenzó a recuperarse después de una serie de conflictos en el siglo VIII y sus territorios se estabilizaron, su población comenzó a recuperarse. A finales del siglo VIII, la población del imperio era de alrededor de 7 000 000, una cifra que subió a más de 12 000 000 de personas en 1025. Las cifras comenzaron a descender de manera constante a 9 000 000 de personas en 1204 e incluso más bajas a 5 000 000 de personas en 1282 con el llegada de los turcos.

## Estimaciones de población

El Imperio bizantino pudo haber tenido una población de más de 26 millones en su apogeo.

| Año  | Población  | Notas                     | Área (km²) |
| ---- | ---------- | ------------------------- | ---------- |
| 300  | 18 000 000 | Imperio romano de Oriente | 2 000 000  |
| 311  | 17 000 000 | Imperio romano de Oriente | 2 100 000  |
| 457  | 16 000 000 | Imperio romano de Oriente | 2 350 000  |
| 518  | 19 000 000 | Imperio romano de Oriente | 2 300 000  |
| 540  | 19 000 000 | Imperio romano de Oriente | 3 200 000  |
| 565  | 26 000 000 | Imperio romano de Oriente | 3 400 000  |
| 600  | 17 000 000 | Imperio romano de Oriente | 2 900 000  |
| 641  | 10 500 000 | Imperio romano de Oriente | 1 500 000  |
| 668  | 10 000 000 | Imperio romano de Oriente | 1 300 000  |
| 717  | 9 500 000  | Imperio romano de Oriente | 910 000    |
| 775  | 7 000 000  | Imperio romano de Oriente | 1 050 000  |
| 780  | 7 000 000  | Imperio romano de Oriente | 1 080 000  |
| 842  | 8 000 000  | Imperio romano de Oriente | 1 150 000  |
| 959  | 9 000 000  | Imperio romano de Oriente | 1 550 000  |
| 1025 | 12 000 000 | Imperio romano de Oriente | 1 675 000  |
| 1097 | 5 000 000  | Imperio romano de Oriente | 500 000    |
| 1143 | 10 000 000 | Imperio romano de Oriente | 1 000 000  |
| 1204 | 9 000 000  | Imperio romano de Oriente | 610000     |
| 1282 | 5 000 000  | Imperio romano de Oriente | 550 000    |
| 1312 | 2 000 000  | Imperio romano de Oriente | 460 000    |
| 1320 | 2 000 000  | Imperio romano de Oriente | 420 000    |
| 1453 | 4 500 000  | Grecia + Asia Menor       |            |